# Andrin Frey
Andrin Frey (* 10. Oktober 2000 in Steffisburg) ist ein Schweizer Kunstturner. Er ist mehrfacher Medaillengewinner bei Schweizer Junioren- und Elite-Meisterschaften sowie dem Eidgenössischen Turnfest. Er vertrat die Schweiz unter anderem bei den Europameisterschaften 2019 und den Weltmeisterschaften 2021 sowie im Juniorenbereich beim Europäischen Olympischen Jugendfestival 2017, wo er unter anderem eine Goldmedaille am Sprung gewann.

## Karriere
Frey wurde im Jahr 2000 geboren und kommt aus Steffisburg. Seit seinem fünften Lebensjahr turnt er für den Verein TV Steffisburg im Verband Kunstturnen Kanton Bern und wechselte zwei Jahre später ins Leistungszentrum in Bern, wo er das Sportgymnasium besuchte. Nach anfänglichen Schwierigkeiten und mehreren Verletzungen wurde er im Teenageralter erfolgreicher und gewann bei Schweizer Junioren-Meisterschaften 2016 bis 2018 die Goldmedaille am Sprung. 2018 erreichte er den zweiten Platz im Mehrkampf und an den Ringen. Er trat für die Schweizer Junioren-Nationalmannschaft bei mehreren Länderkämpfen und internationalen Wettkämpfen an und erreichte mit dem Team und im Mehrkampf Podestplatzierungen und Goldmedaillen in Mehrkämpfen.
2017 wurde er ins Kader für das Europäische Olympische Jugendfestival in Győr berufen. Dort erreichte er mit dem Team einen dritten Platz und gewann eine Goldmedaille am Sprung mit 13,916 Punkten mit einem Jurtschenko mit zweieinhalb Schrauben und einem Tsukahara mit Doppelschraube. Im Folgejahr belegte er bei den Junioren-Europameisterschaften den vierten Platz im Team und stand im Finale am Boden.
Seit 2019 tritt er bei den Elite-Schweizermeisterschaften an und ist seit Anfang des darauffolgenden Jahres auch Teil des Nationalkaders des Schweizerischen Turnverbandes. Bei den Elite-Schweizermeisterschaften erreichte er mehrmals Top-10-Platzierungen, darunter zwei Silbermeisterschaften im Jahr 2021 am Boden und Sprung. Bei den Schweizer Mannschaftsmeisterschaften belegte er häufiger mit seinem Team einen Podestplatz in verschiedenen Nationalligen. Er nahm am Eidgenössischen Turnfest teil und erreichte 2013 als Junior einen zweiten Platz. Er trat für die Schweizer Nationalmannschaft bei mehreren Turn-Weltcups an und erreichte dabei mehrere Finals, konnte sich aber noch keine Medaille sichern. Bei den Turn-Europameisterschaften 2021 in Basel turnte er für die Schweizer Nationalmannschaft an den Geräten Boden und Sprung sowie im Jahr 2021 bei den Turn-Weltmeisterschaften 2021 in Kitakyūshū an den Geräten Boden, Pferd und Sprung. Frey erreichte den ersten Platz im Vierländerkampf gegen Deutschland, Frankreich und Grossbritannien mit über 81 Punkten.
Frey wohnt in Steffisburg sowie seit 2018 zu Trainingszeiten im Schachenmann-Haus des Schweizerischen Nationalverbandes in Magglingen. Er wurde unter anderem von Sandor Kiraly und Laurent Guelzec trainiert und absolviert rund 30 Trainingsstunden pro Woche. In Magglingen war er in der Rekrutenschule im Programm Spitzensport RS in Ausbildung zum Sportsoldaten und strebt den Beruf eines Militärpiloten an. Freys Fanclub vertreibt eine eigene Kleidungsmarke für den Turner.

## Galerie

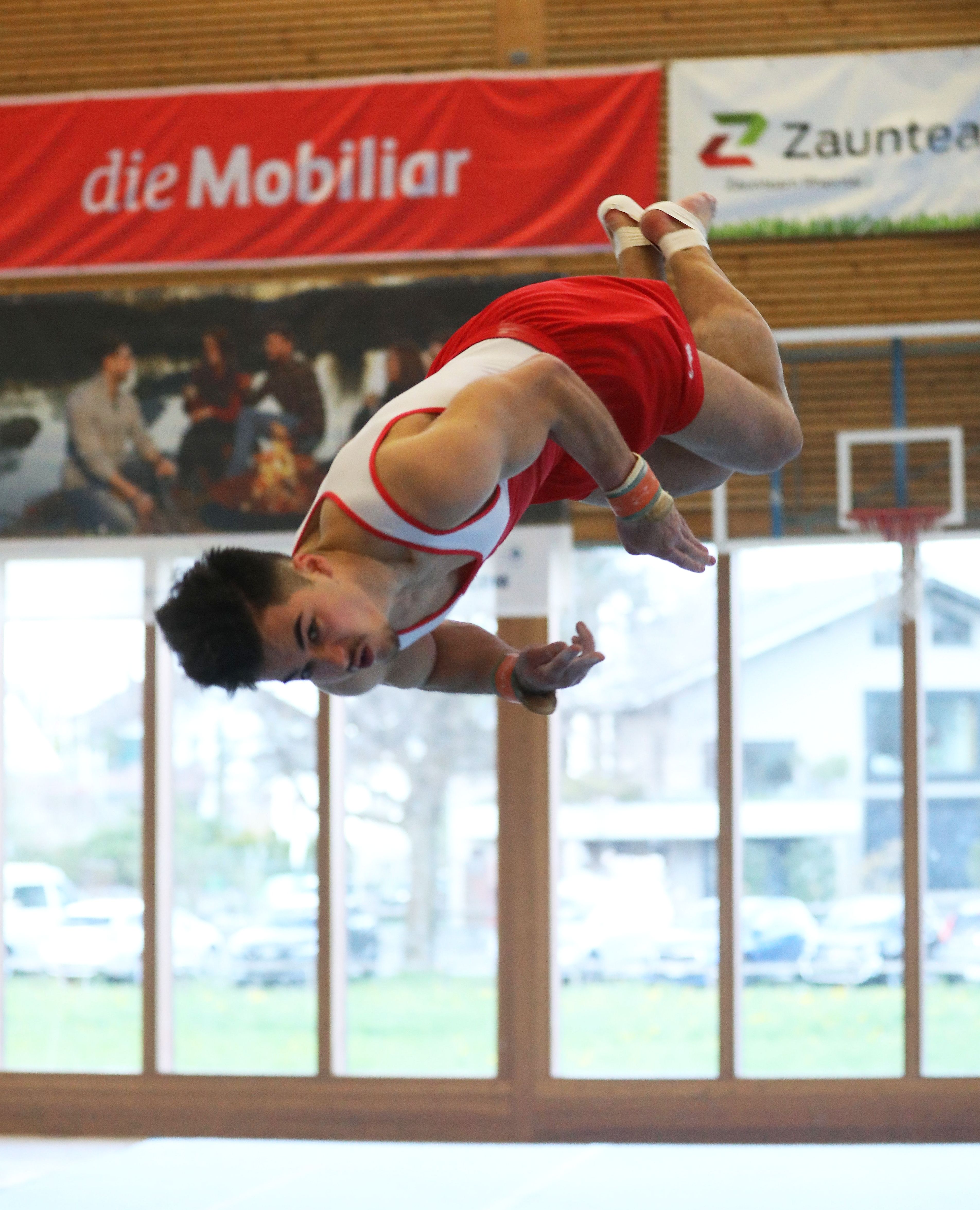
Frey am Boden,
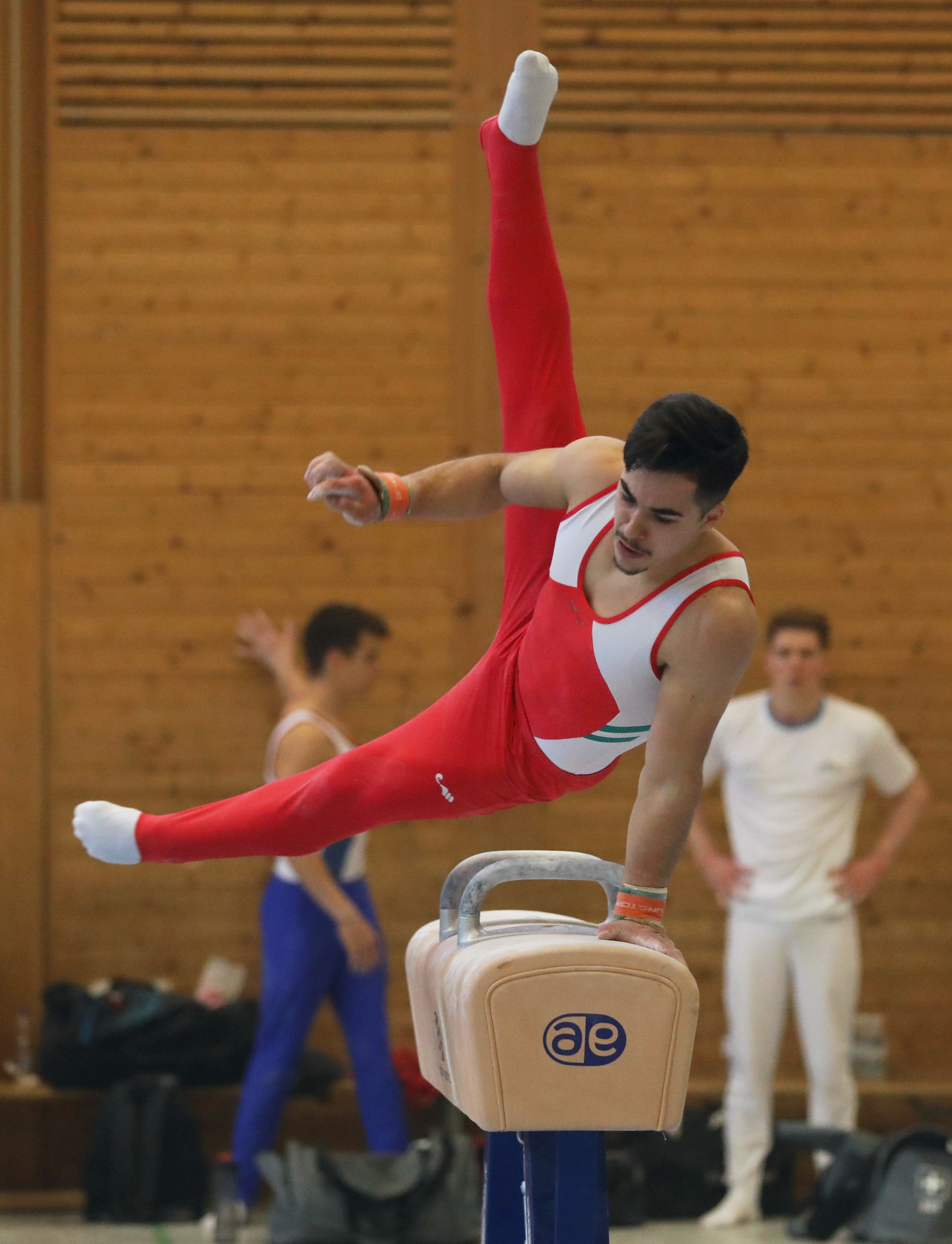
am Pferd,
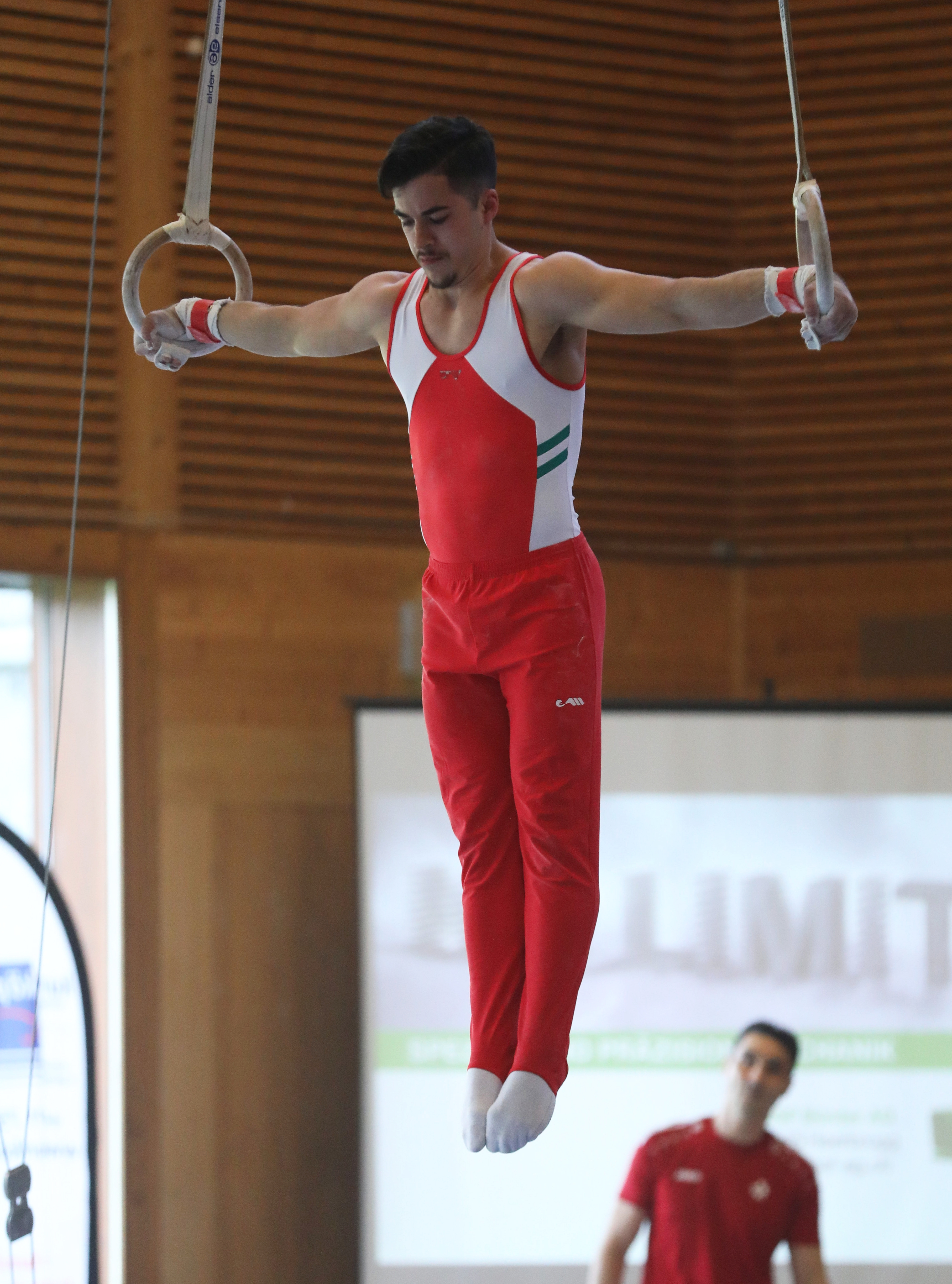
an den Ringen,
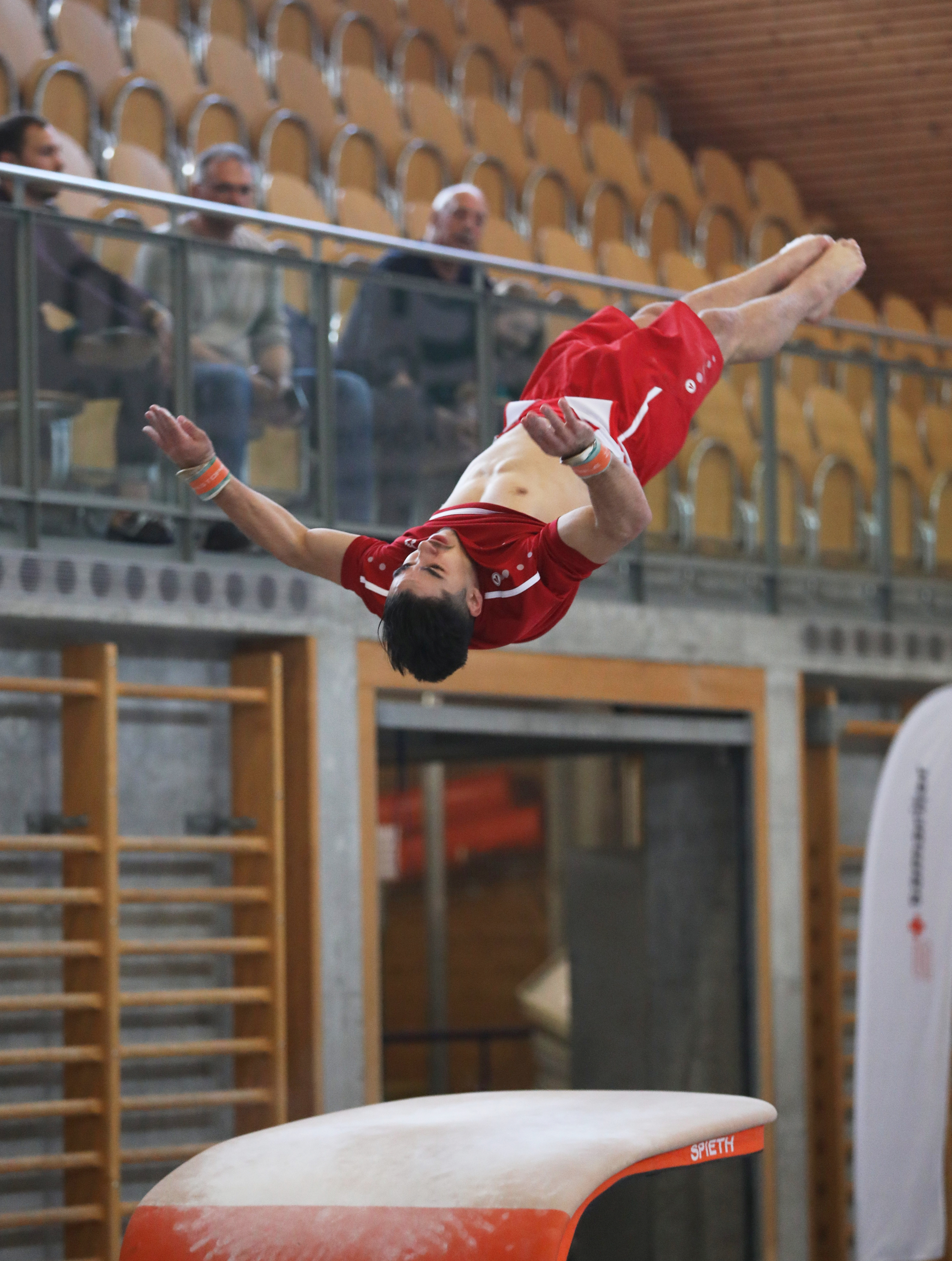
am Sprung,
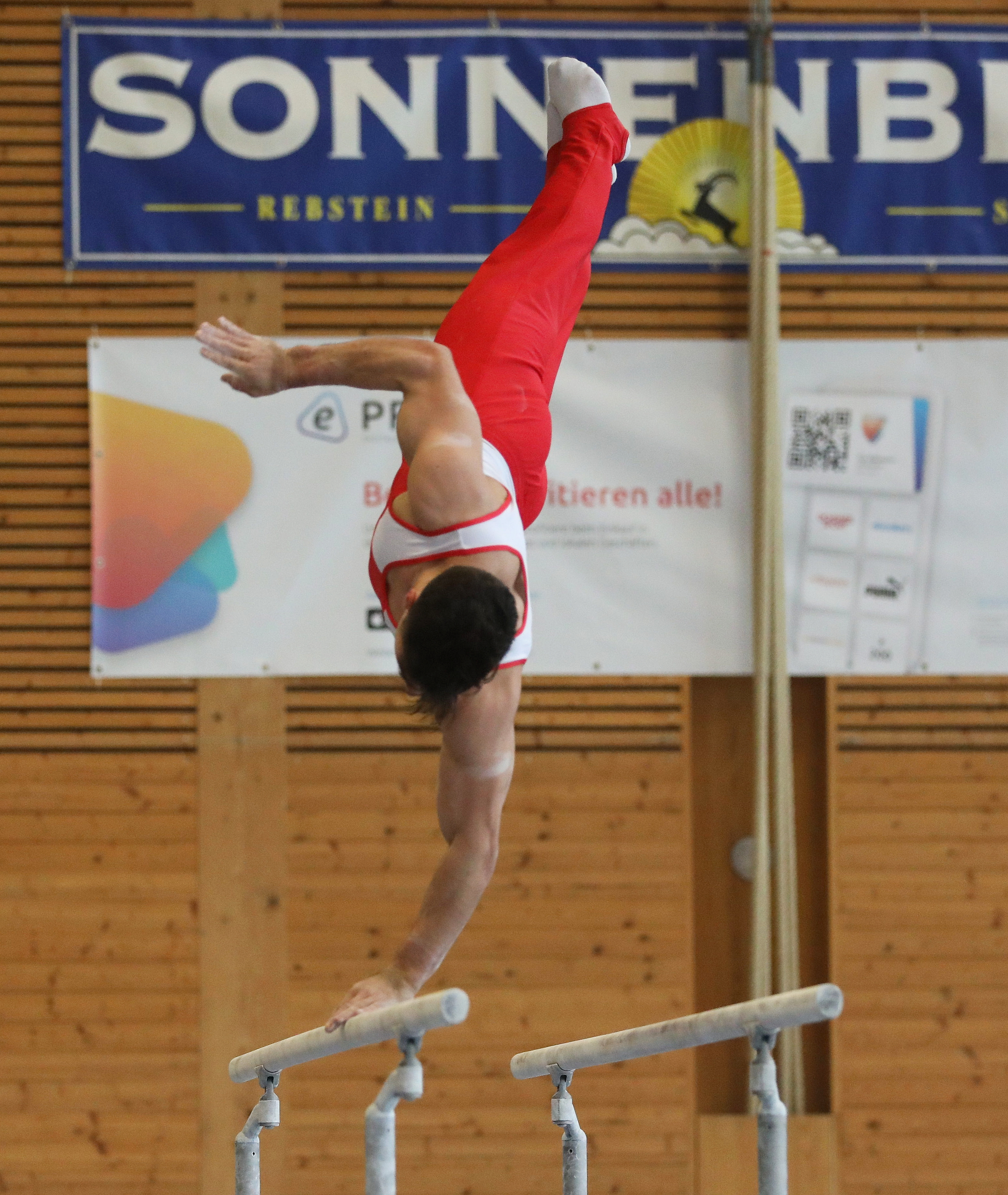
am Barren und
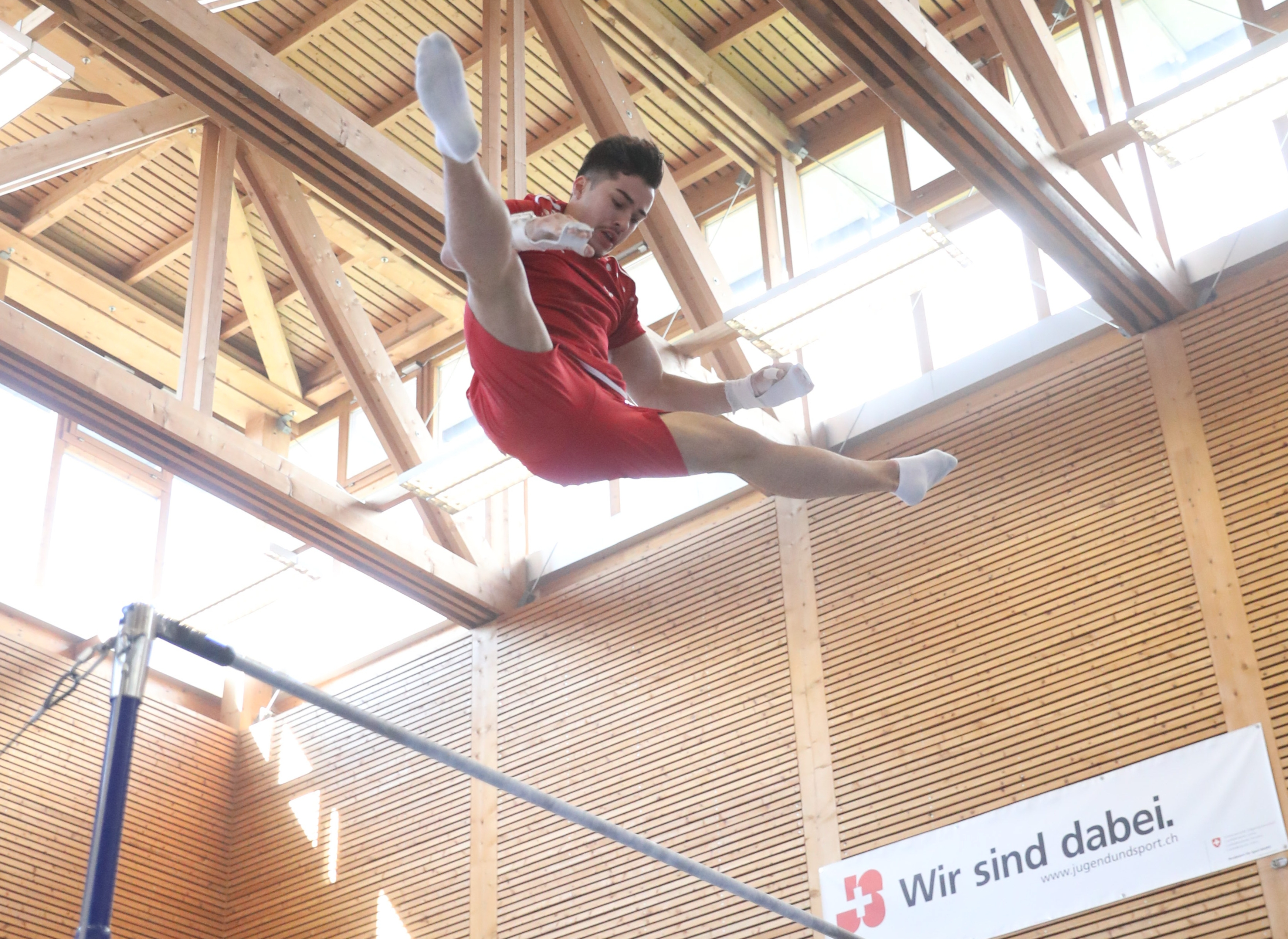
am Reck.